# Cornhill (Aberdeenshire)
Cornhill, schottisch-gälisch: Cnoc an Arbhair, ist eine Ortschaft in der schottischen Council Area Aberdeenshire. Alljährlich werden am ersten Samstag im Juni in Cornhill Highland Games abgehalten. Als Teil der Spiele wird auch ein zehn Kilometer Querfeldeinlauf über den Knock Hill veranstaltet.

## Lage
Cornhill liegt in der traditionellen schottischen Grafschaft Banffshire etwa zwölf Kilometer südwestlich von Banff und 18 km südöstlich von Buckie. Die nächstgelegene Ortschaft ist das 2,5 km entfernte Gordonstown.
Cornhill ist durch die A95 an das Fernstraßennetz angeschlossen. In der Vergangenheit passierte eine Eisenbahnstrecke die Ortschaft im Norden, die zwischenzeitlich jedoch rückgebaut wurde. Der Bahnhof von Cornhill wurde 1859 eröffnet. Er wurde zuletzt von Zügen auf der Moray Coastal Line bedient und 1968 geschlossen.